# Penisvorhaut

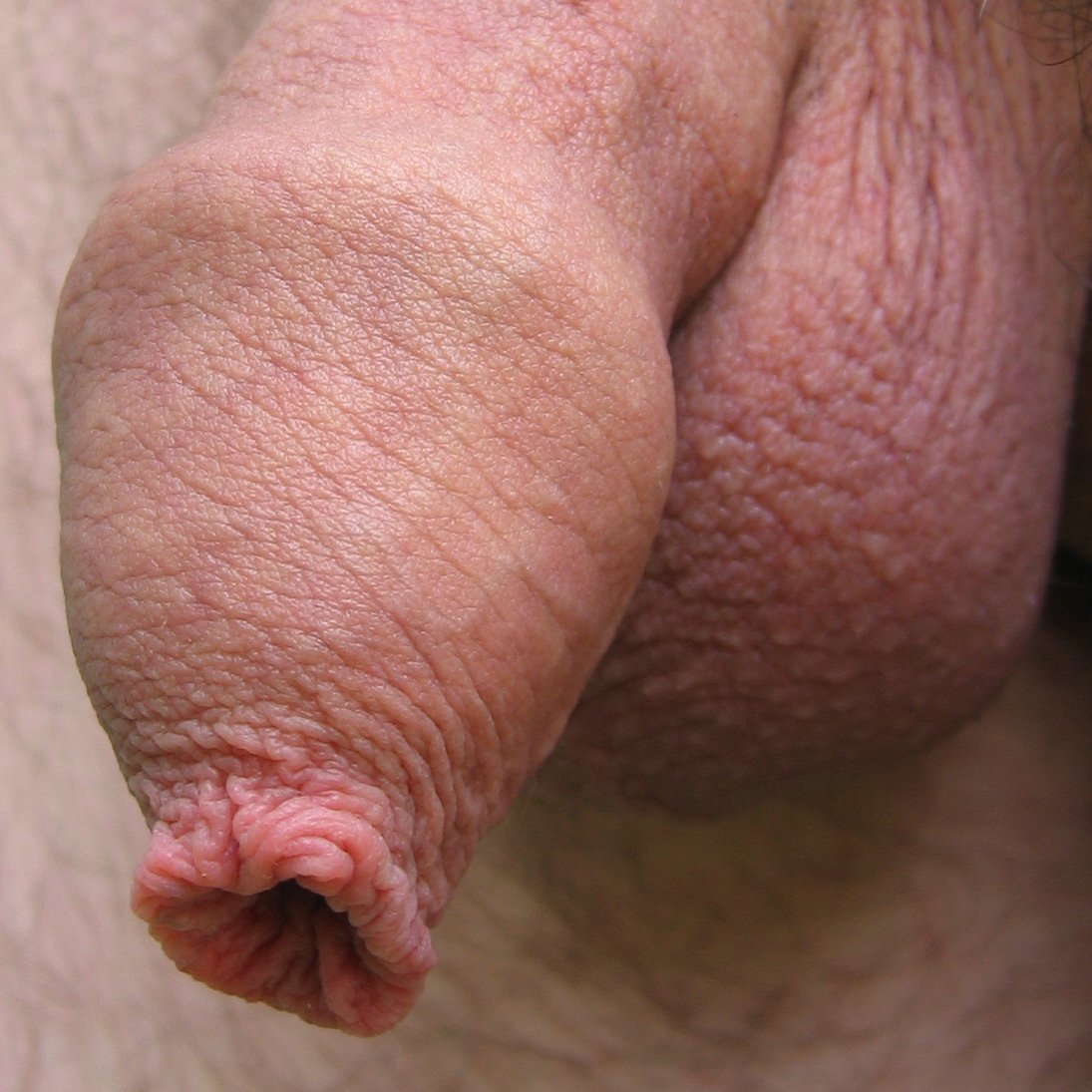
Vorhaut beim menschlichen Penis, Praeputium penis

Die Vorhaut (lateinisch Praeputium penis, altgriechisch Posthe) bezeichnet beim Mann (bzw. bei männlichen Säugetieren) die die Eichel (Glans penis) des Penis umgebende Haut, die hinter die Eichel zurückgezogen werden kann. Die entsprechende Körperregion wird Regio praeputialis genannt.
Auch die Klitoris des weiblichen Geschlechts ist mit einer Vorhaut, der Klitorisvorhaut (Praeputium clitoridis), versehen. Diese Struktur ist der Penisvorhaut homolog.

## Anatomie

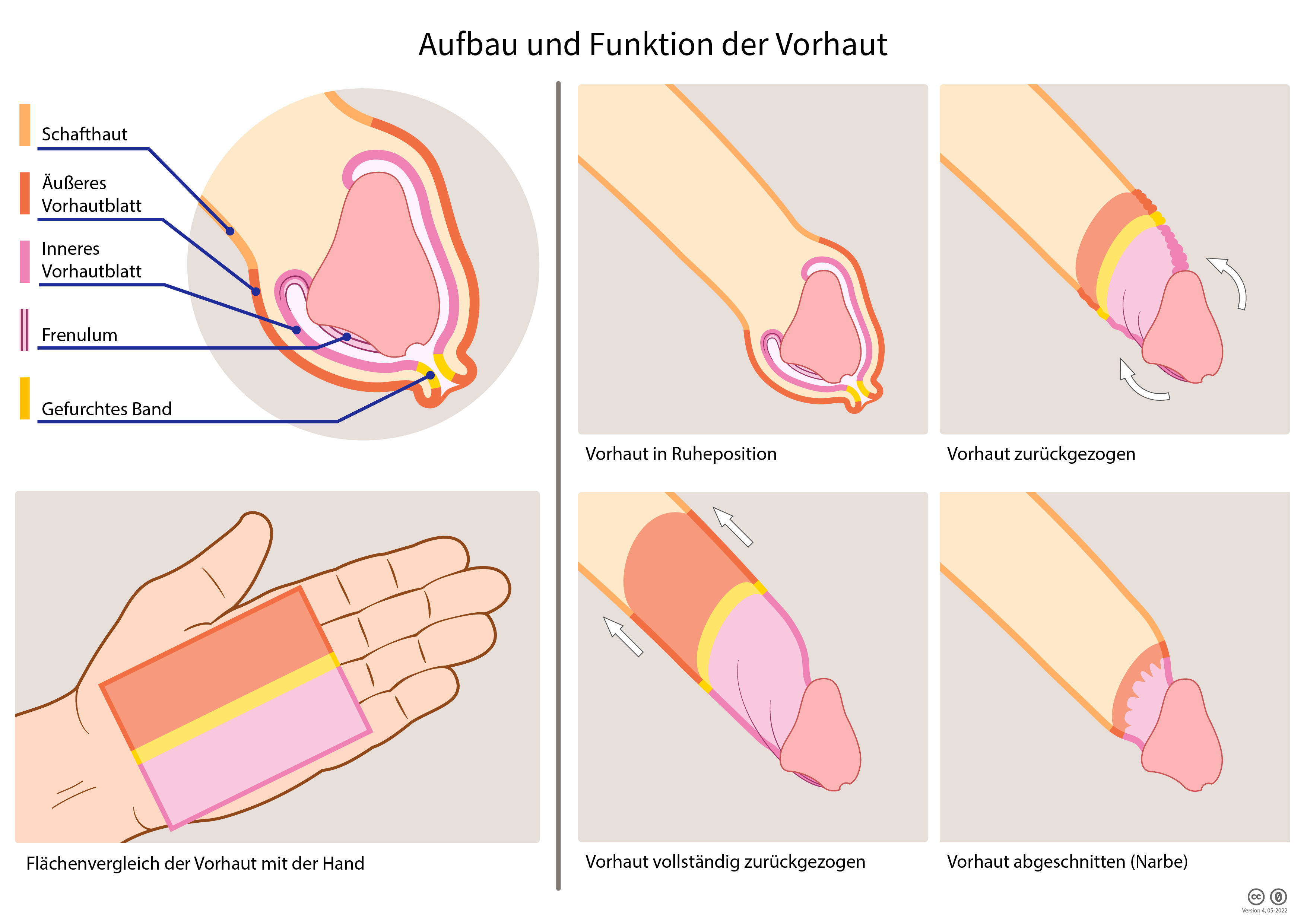
Aufbau und Funktion der Penisvorhaut

Die Vorhaut des Mannes wird in ein Innenblatt und ein Außenblatt eingeteilt. Sie sind nicht miteinander verwachsen, sondern gegeneinander verschiebbar und praktisch im nicht zurückgezogenen Zustand an der Vorhaut- oder Präputialöffnung (Ostium präputiale) im Bereich der Penisspitze zusammengefaltet. Das Außenblatt besteht aus äußerer Haut (Cutis), das Innenblatt ist eine Schleimhaut (Tunica mucosa) mit einem unverhornten Plattenepithel. Die Grenze zwischen Innen- und Außenblatt wird mukokutane Grenze genannt. Bei neugeborenen Säugetieren, auch Menschen, ist das Innenblatt der Vorhaut häufig noch mit der Eichel verklebt (Präputialverklebung, selten auch Konglutination genannt), da sich die Trennung erst nach der Geburt endgültig vollzieht.
An der Unterseite der Vorhaut ist eine Verwachsungslinie, die Vorhautnaht (Raphe praeputii), sichtbar. Sie setzt sich über das Vorhautbändchen (Frenulum praeputii penis) in die Penisnaht fort. Das Vorhautbändchen ist eine Hautfalte zwischen der Eichel und dem Innenblatt der Vorhaut. Beim männlichen Pferd (Hengst) besitzt die Vorhaut sogar noch eine zusätzliche Reservefalte (Plica praeputialis), welche die beträchtliche Verlängerung des Penis bei der Erektion ermöglicht.
Das Bedecken der Eichel durch passgenaues Anliegen der Vorhaut ermöglicht eine darin liegende glatte Muskulatur, die Tunica dartos, sowohl bei temperatur- als auch erektionsbedingten Volumenveränderungen.
Die Vorhaut enthält die Vorhautdrüsen (Glandulae praeputiales), die als spezialisierte Schweißdrüsen zusammen mit abgeschilferten Zellen das Smegma bilden.
Bei vielen Tieren sind zwei Gruppen von Vorhautmuskeln (Musculi preputiales craniales und Musculi preputiales caudales) ausgebildet, die das Vor- und Zurückziehen der Vorhaut bewirken. Sie gehören zu den Hautmuskeln.

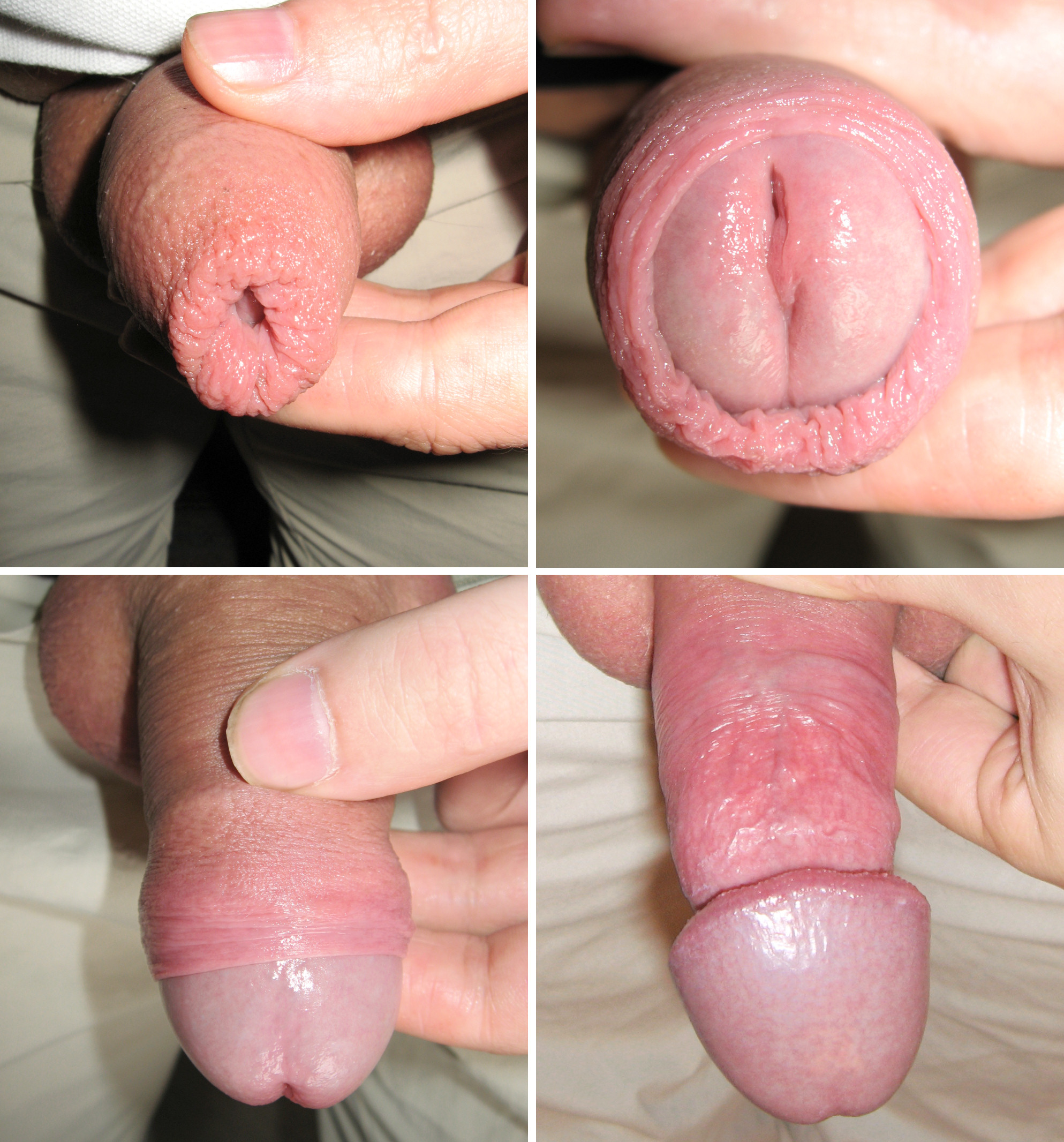
Männliche Vorhaut beim Zurückziehen
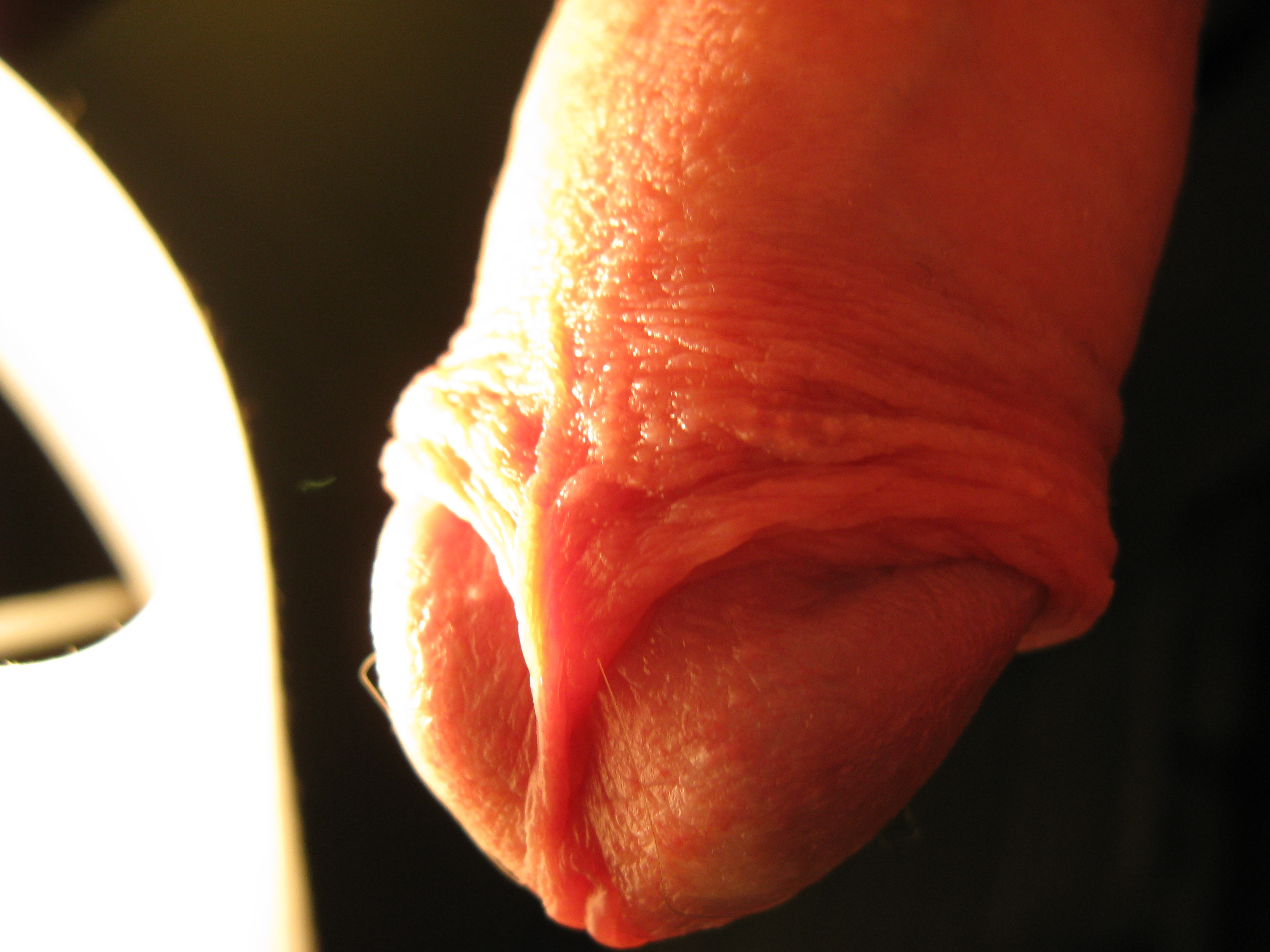
Frenulum (von unten)

## Funktion

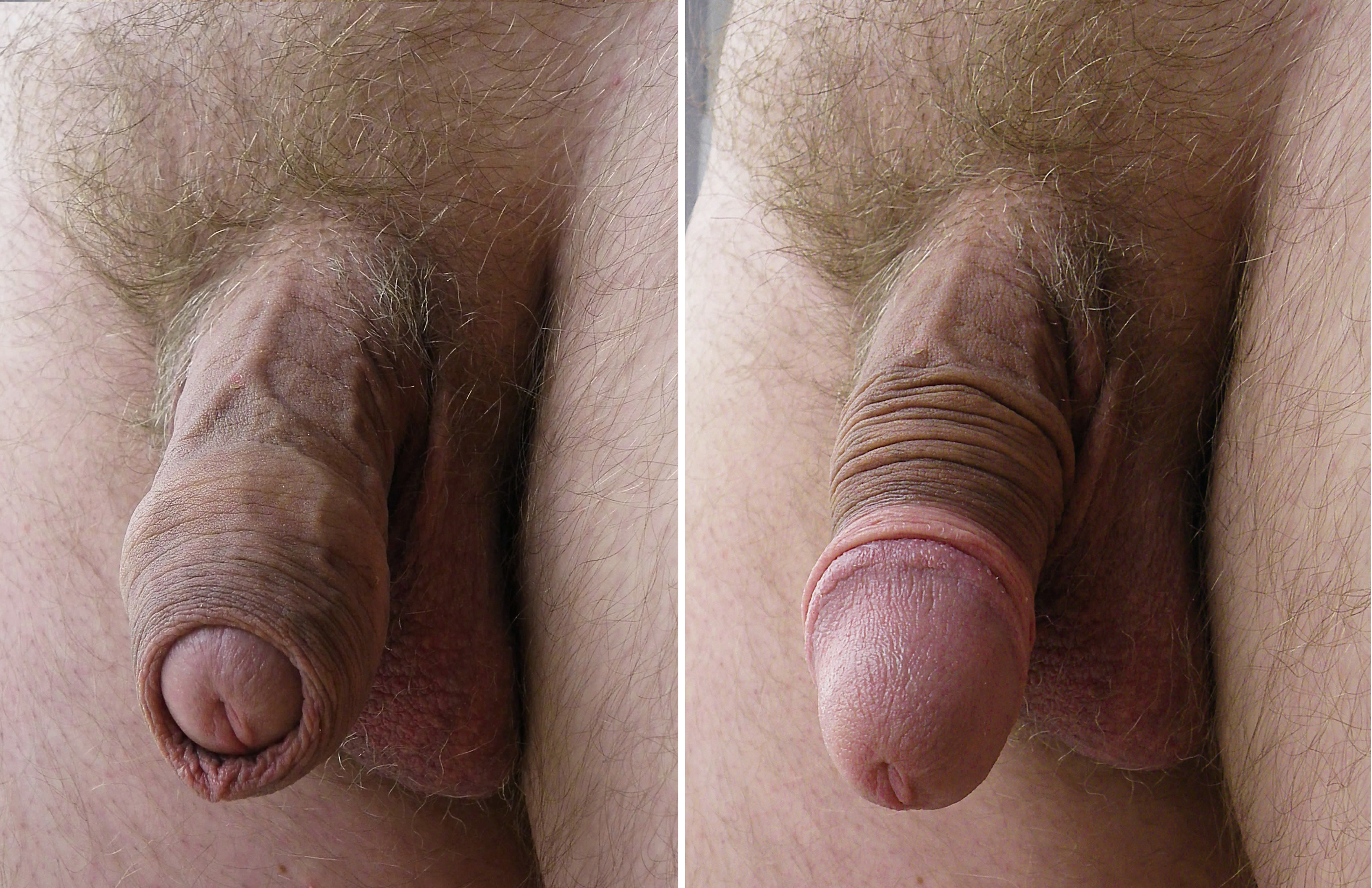
Vorhaut in Ruheposition (links) und zurückgezogen mit dann bloß liegender Eichel (rechts)

Die Vorhaut zählt gemeinsam mit der Eichel und dem Vorhautbändchen (Frenulum) zu den wichtigsten erogenen Zonen des Mannes, denn sie ist mit zahlreichen Nervenendigungen ausgestattet. Neben freien Nervenendigungen besitzt die Vorhaut zahlreiche spezialisierte Nervenendigungen (auch korpuskuläre Rezeptoren oder Mechanorezeptoren genannt) einschließlich Merkel-Körperchen, Meissner-Tastkörperchen und Vater-Pacini-Körperchen, die für die Wahrnehmung feiner Berührungsempfindungen wie leichter Berührung oder Vibration verantwortlich sind. Auf diese Weise spielt die Vorhaut eine nicht unbedeutende Rolle für die Sexualität des Mannes. Es wird eine Beteiligung des Vorhautbändchens am Ejakulationsreflex sowie an der Aufrechterhaltung der Erektion angenommen.
Beim Mann dient sie zudem als Hautreserve für die Verlängerung des Penis bei der Erektion und verhindert durch einen speziellen Gleiteffekt unnötige Reibung beim Geschlechtsverkehr. Während des ganzen Lebens hält die Vorhaut die Eichel zart und feucht und schützt sie vor Verletzungen, Schmutz, schädlichen Umwelteinflüssen, Austrocknung und Sensibilitätsverlust. Im Säuglingsalter schützt die mit der Eichel verklebte Vorhaut vor Schmutz und Krankheitserregern.

## Hygiene
Abgeschilferte Epithelzellen der Vorhaut, welche sich bei unzureichender Hygiene ansammeln können, bilden das Smegma. Wird das Smegma nicht regelmäßig entfernt, so können sich Pilze und andere Krankheitserreger vermehren, und es kann zu Entzündungen von Vorhaut und Eichel (Balanoposthitis) kommen. Auch eine Übertragung von Geschlechtskrankheiten auf den Sexualpartner ist bei ungeschütztem Geschlechtsverkehr leichter möglich.
Eine Balanitis kann auch bei übertriebener Intimhygiene auftreten. Grundsätzlich sollten ein bis maximal zwei Reinigungen am Tag vollkommen ausreichen. Ebenfalls sollten Männer (wie auch Frauen) für den Intimbereich keine Seifen, Feuchttücher oder Intimdeodorants verwenden. Grundsätzlich ist klares Wasser zum Reinigen am besten geeignet.

## Entwicklung im Kindes- und Jugendalter

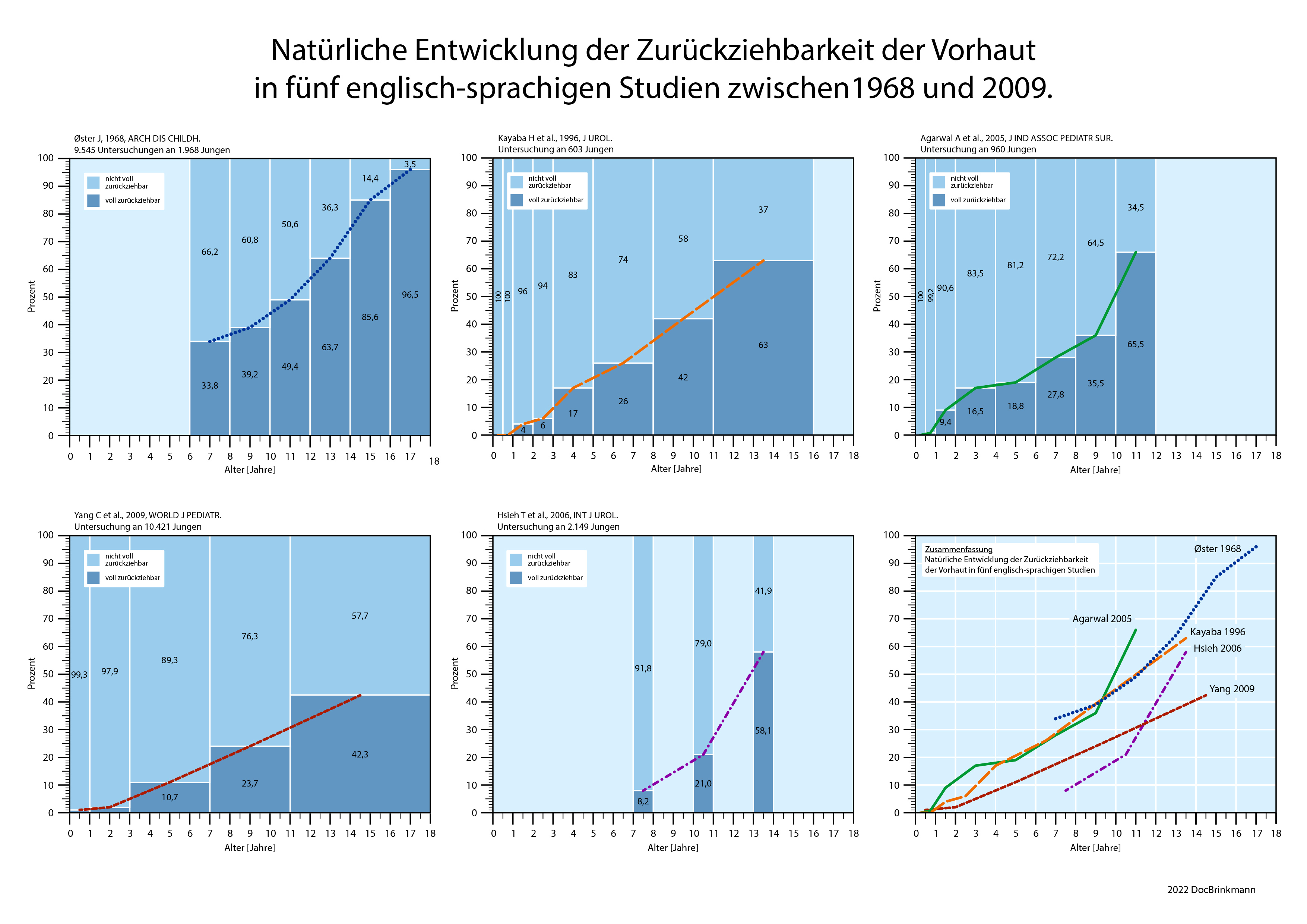
Fünf wissenschaftliche Studien zur natürlichen Entwicklung der Zurückziehbarkeit der Vorhaut.

Bei der Geburt sind bei nahezu allen Jungen die Vorhaut und die Eichel miteinander „verklebt“ und die Vorhautöffnung ist noch so eng, dass die Eichel nicht hindurch passt. Die Harnröhrenöffnung ist nicht einsehbar und die Vorhaut nicht zurückziehbar. Dieser Zustand wird physiologische Phimose oder auch physiologische Vorhautverklebung und -enge genannt. Durch Reifungsvorgänge im Kindes- und Jugendalter kommt es bei den meisten Jungen zur Auflösung der physiologischen Phimose bis zum Abschluss der Pubertät. Dies ist ein spontaner Prozess, der sich individuell sehr unterschiedlich vollzieht. Laut den medizinischen Leitlinien der Deutschen Gesellschaft für Kinderchirurgie und anderer Fachgesellschaften kommt es bis zum Alter von 7 Jahren etwa bei der Hälfte und bis zum Alter von 10 Jahren bei zwei Dritteln der Jungen zur Auflösung der physiologischen Phimose, sie ist aber auch bei 8 % der 13-Jährigen noch anzutreffen. Bei vielen Jungen ist die Vorhaut erst in oder nach Abschluss der Pubertät komplett zurückstreifbar.
Verschiedene Untersuchungen zeigen:
- Douglas Gairdner (1949) untersuchte die Vorhautentwicklung bei 100 britischen Jungen im Neugeborenenalter sowie 200 Jungen bis zum Alter von 5 Jahren und veröffentlichte seine Ergebnisse im Rahmen seiner 1949 erschienenen Publikation The Fate of the Foreskin. Er berichtete, dass bei Geburt weniger als 5 % der von ihm untersuchten Jungen eine vollständig zurückziehbare Vorhaut hatten, was sich auf 50 % nach 1 Jahr, 80 % nach 2 Jahren und ungefähr 90 % nach 3 Jahren erhöhte.[10] Allerdings werden Gairdners Werte zur Zurückziehbarkeit der Vorhaut heute als fehlerhaft beschrieben.[11][12][13] Bei den untersuchten Jungen jenseits des Neugeborenenalters war laut Gairdner zum Teil bereits an der Vorhaut manipuliert worden. Gairdner warnte daher in seiner Publikation selbst, dass seine Zahlen nicht präzise seien. Nachfolgende Studien zur Entwicklung der Vorhaut konnten Gairdners Werte nicht bestätigen.[11][12][13]
- Jakob Øster (1968) untersuchte die natürliche Vorhautentwicklung bei 1968 dänischen Jungen im Alter zwischen 6 und 17 Jahren über einen Zeitraum von 7 bzw. 8 Jahre hinweg. Øster definierte für seine Studie mehrere Gruppen: Als „Phimosis“ bezeichnete er jede Untersuchung, bei der er die Vorhaut bei sanfter Manipulation („gentle manipulation“) überhaupt nicht bewegen konnte. Als „Adhesions“ bezeichnete er jede Untersuchung, bei der er bei sanfter Manipulation die Vorhaut nicht vollständig zurückziehen konnte. Øster fand, dass in der Altersstufe 6–7 Jahre in 8,2 % der Untersuchungen eine vollständig unbewegliche Vorhaut vorlag. Bei jenen Untersuchungen, bei denen keine „Phimosis“ vorlag, fand er in weiteren 63,3 % eine nur teilweise zurückziehbare Vorhaut. Bezogen auf die Gesamtzahl der Untersuchungen fand sich damit eine aus dem einen oder anderen Grund nicht vollständig zurückziehbare Vorhaut bei 66,2 % der Untersuchungen in der Altersgruppe 6–7 Jahre. In der Altersgruppe 16–17 Jahre fand er nur noch in 0,9 % der Beobachtungen den Zustand „Phimosis“ und in weiteren 2,6 % den Zustand „Adhesions“, so dass bezogen auf alle Beobachtungen eine vollständig zurückziehbare Vorhaut bei 96,5 % vorlag.[14]
- Kayaba u. a. (1996) untersuchten 603 japanische Jungen im Alter zwischen 0 und 15 Jahren. Sie fanden eine vollständig zurückziehbare Vorhaut (d. h. eine Vorhaut, die soweit zurückziehbar war, um die gesamte Eichel freizulegen) bei 0 % der unter 1-jährigen Jungen, bei 16,5 % der 3- bis 4-Jährigen, sowie bei 63 % der 11- bis 15-Jährigen.[15]
- Ishikawa und Kawakita (2004) untersuchten 242 japanische Jungen im Alter zwischen 0 und 15 Jahren. Sie fanden eine vollständig zurückziehbare Vorhaut bei 0 % der unter 1-jährigen Jungen und 77 % der 11- bis 15-Jährigen.[16]
- Agarwal u. a. (2005) untersuchten 960 indische Jungen im Alter zwischen 0 und 12 Jahren. Sie fanden eine vollständig zurückziehbare Vorhaut bei 0 % der Jungen im Alter von 0 bis 6 Monaten und 0,8 % in der Altersgruppe 6 bis 12 Monate. In der Altersgruppe von 4 bis 6 Jahren lag die natürliche Zurückziehbarkeit bei 18,8 % und in der Altersgruppe 10 bis 12 Jahre bei 65,7 %.[17]
- Hsieh u. a. (2006) untersuchten 2149 taiwanische Schuljungen in den Altersgruppen 7, 10 und 13 Jahre. Sie fanden eine volle Zurückziehbarkeit bei 8,2 % der 7-jährigen und bei 58,1 % der 13-jährigen Jungen.[18]
- Ko u. a. (2007) untersuchten 1145 taiwanische Jungen im Alter zwischen 7 und 13 Jahren. Sie fanden eine vollständig zurückziehbare Vorhaut bei 71,7 % der 7-jährigen Jungen, bei 72,4 % der 10-Jährigen sowie bei 84,1 % der 13-Jährigen. Die Autoren definierten allerdings eine vollständig zurückziehbare Vorhaut im Vergleich zu den vorigen Untersuchungen breiter als eine Vorhaut, die soweit zurückziehbar war, um eine „vollständige oder beinahe vollständige Freilegung der Eichel“ zu ermöglichen.[19]
- Concepción u. a. (2008) untersuchten 1200 kubanische Jungen im Alter zwischen 0 und 16 Jahren. Sie fanden eine vollständig zurückziehbare Vorhaut bei 3,7 % der unter 1-jährigen Jungen, was sich auf 80,9 % bei den 11- bis 16-Jährigen erhöhte.[20]
- Yang u. a. (2009) untersuchten 10421 chinesische Jungen im Alter zwischen 0 und 18 Jahren. Sie fanden eine vollständig zurückziehbare Vorhaut bei 0 % der neugeborenen Jungen, was sich auf 23,7 % bei den 7- bis 10-Jährigen und 42,3 % bei den 11- bis 18-Jährigen erhöhte. Ein vollständig unbewegliche Vorhaut (d. h. eine Vorhaut die nicht einmal soweit zurückziehbar war, um die Harnröhrenöffnung freizulegen) fanden die Autoren bei 99,7 % der neugeborenen Jungen, was sich auf 6,81 % bei den 11- bis 18-Jährigen verringerte.[21]

Manche männlichen Neugeborenen werden ohne Vorhaut oder mit einer nur sehr kurzen Vorhaut geboren, welche die Eichel nicht bedeckt. Diese genetisch bedingte Erscheinungsform wird mit dem medizinischen Fachbegriff Aposthie bezeichnet.

## Erkrankungen der männlichen Vorhaut
Kann die Vorhaut nicht oder nur unter Schwierigkeiten zurückgezogen werden, kann ein zu kurzes Vorhautbändchen (Frenulum breve) die Ursache sein, welches in einer kleinen Operation (Frenulotomie) durchtrennt, verlängert oder entfernt werden kann. Jedoch gibt es verschiedene Längen von Vorhautbändchen. Solange die Vorhaut bis hinter die Eichel gezogen werden kann, sind keine Probleme beim Geschlechtsverkehr zu erwarten.
Häufig ist auch eine zu enge Vorhaut (Phimose) Grund für Schwierigkeiten beim Zurückziehen der Vorhaut. Dies ist zunächst kein krankhafter Zustand, sondern eine natürliche anatomische Gegebenheit in der Entwicklung eines Jungen, die sich in der Regel bis zum Abschluss der Pubertät von selbst zurückbildet. Erst etwa die Hälfte der 7-Jährigen und zwei Drittel der 10-Jährigen verfügen über eine weitgehend zurückziehbare Vorhaut. Daher soll gemäß aktueller medizinischer Leitlinien der Deutschen Gesellschaft für Kinderchirurgie und anderer Fachgesellschaften eine Behandlung der Phimose nicht allein aufgrund des Vorliegens einer Enge oder fehlender Zurückziehbarkeit erfolgen, sondern nur dann, wenn die Phimose Beschwerden verursacht. Eine Phimose kann operativ oder konservativ behandelt werden: Zu den operativen Behandlungsmethoden gehören die teilweise oder die komplette Entfernung der Vorhaut (Zirkumzision) sowie auch vorhauterhaltende Eingriffe (wie z. B. die sogenannte Triple Inzision). Vor einer operativen Therapie sollte gemäß den Leitlinien zunächst eine konservative Therapie mit einer steroidhaltigen Salbe oder Creme vorgenommen werden. Erst nach erfolgloser konservativer Therapie soll bei Fortbestehen der Phimose und der Beschwerden eine operative Therapie erfolgen. Forschungsbemühungen der letzten Jahre zeigen dabei deutlich, dass diese konservativen (nicht-operativen) Therapieverfahren sehr kostengünstig und effektiv sind.
Von der natürlichen physiologischen Vorhautverklebung und -enge im Kindes- und Jugendalter zu unterscheiden ist die sekundäre („erworbene“) Phimose. Sekundäre Phimosen sind narbige Verengungen der Vorhautöffnung, die als Folge von lokalen Entzündungen der Eichel und/oder der Vorhaut, gewaltsamen Zurückziehversuchen, oder von Lichen sclerosus, einer chronisch-entzündlichen Hauterkrankung, entstehen können. Sie sind durch einen narbigen Schnürring gekennzeichnet.
In der englischsprachigen Sekundärliteratur wird die physiologische Vorhautverklebung- und enge auch häufig als physiologische Phimose und die sekundäre Phimose als pathologische Phimose bezeichnet.
Eine physiologische Vorhautverklebung und -enge (physiologische Phimose), die nach Abschluss der Pubertät beim körperlich erwachsenen Mann noch fortbesteht, wird von den aktuellen deutschen Leitlinien der Deutschen Gesellschaft für Kinderchirurgie als primäre Phimose bezeichnet.
Eine Entzündung der Vorhaut (Posthitis), die verschiedene infektiöse oder nicht-infektiöse Ursachen haben kann, tritt meist in Kombination mit einer Entzündung der Eichel auf (Balanoposthitis). Sie kann dann mit heftigen Beschwerden einhergehen und eine akute Therapie erfordern.

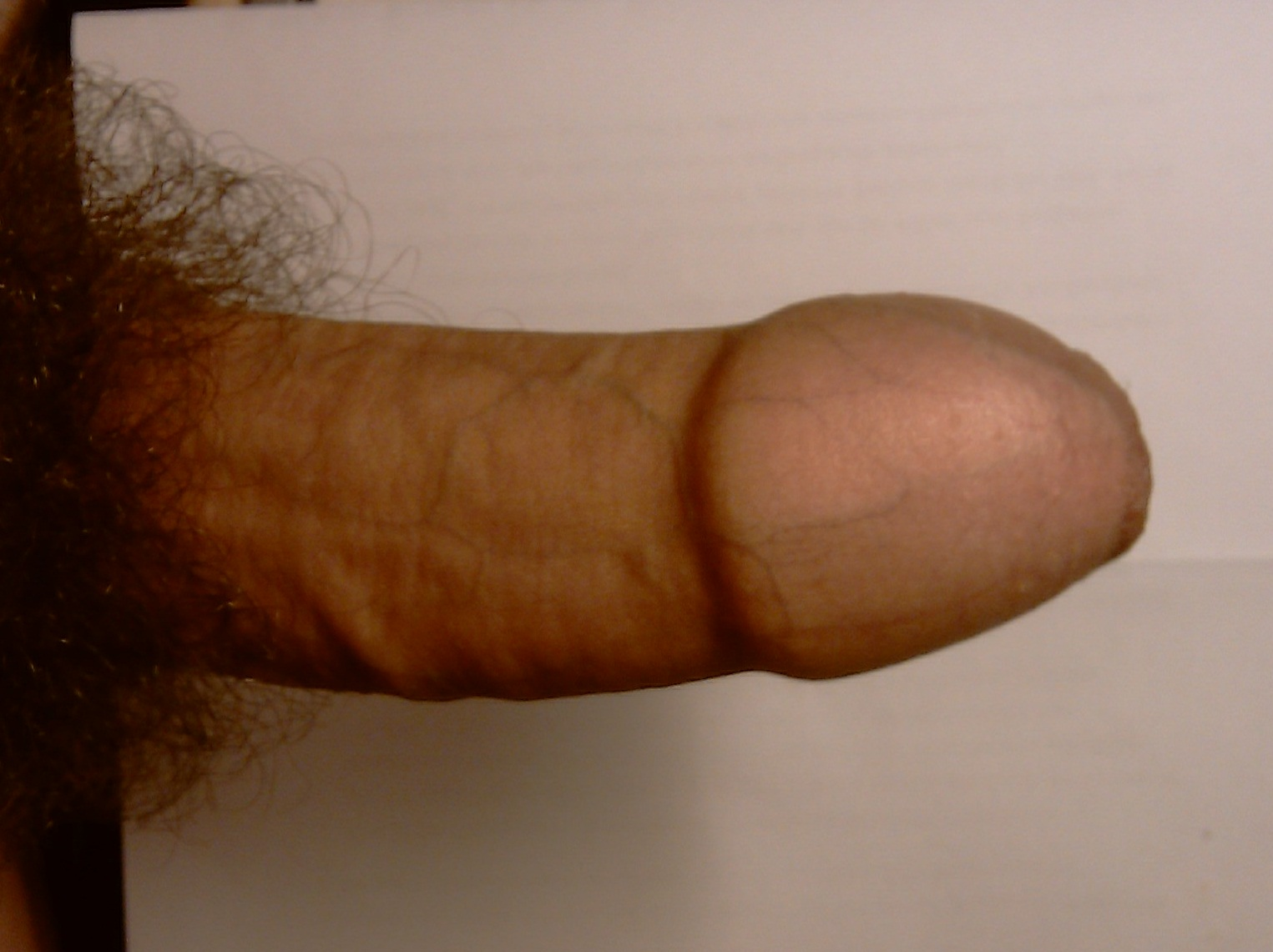
Bei Phimose, ein erigierter Penis mit nicht zurückziehbarer Vorhaut
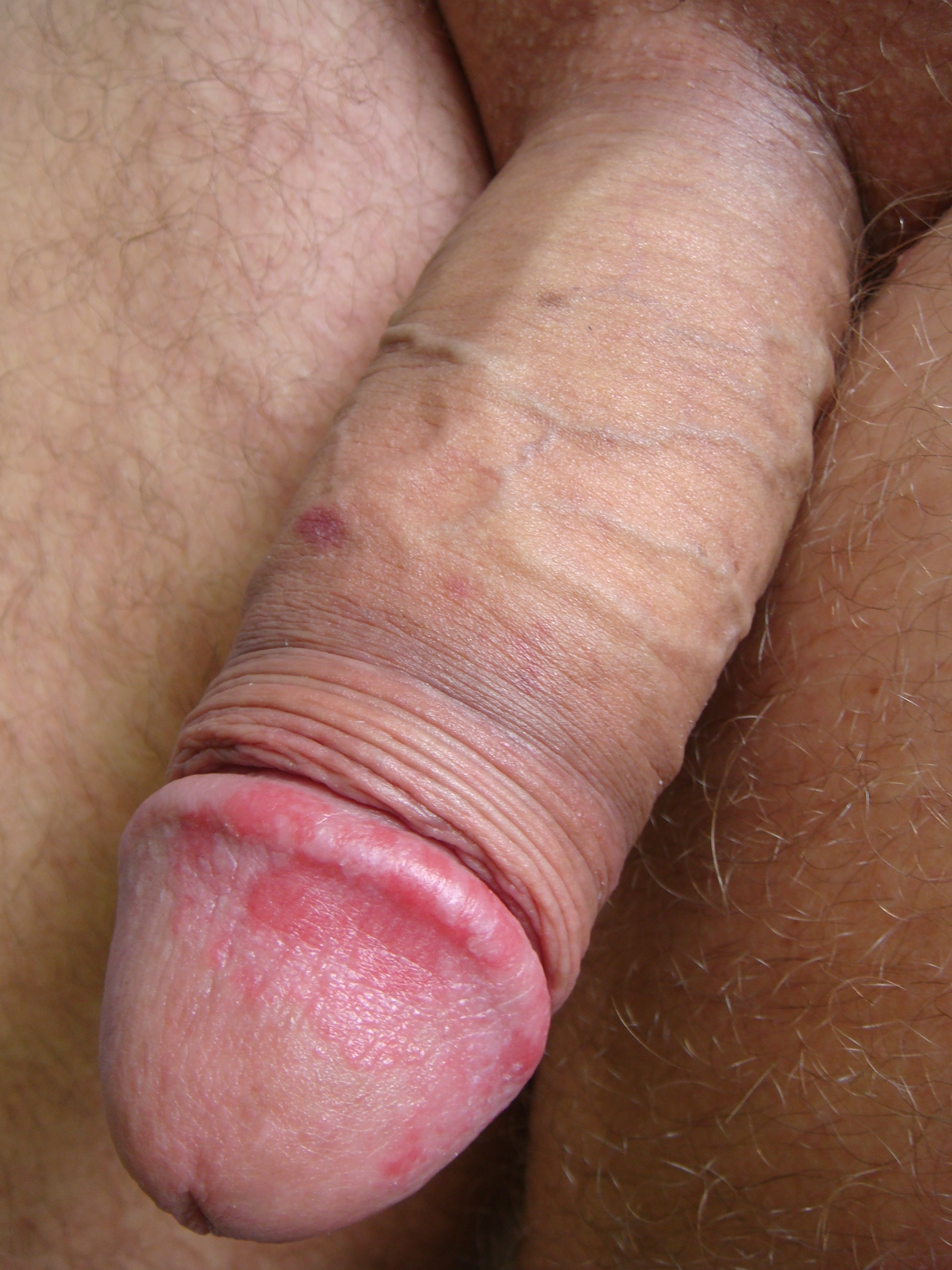
Balanoposthitis (Eichel-Vorhaut-Entzündung)
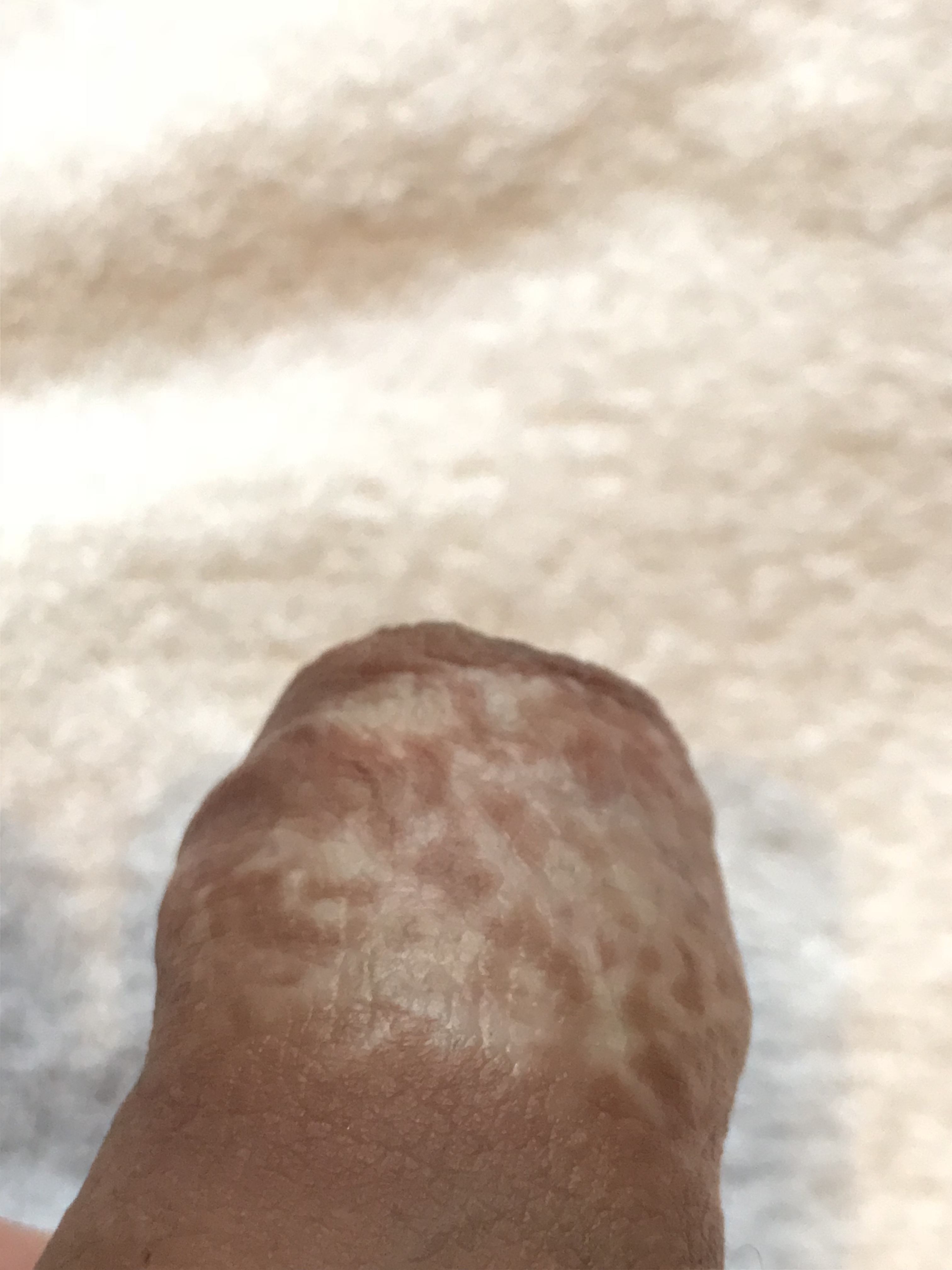
Lichen sclerosus der Vorhaut
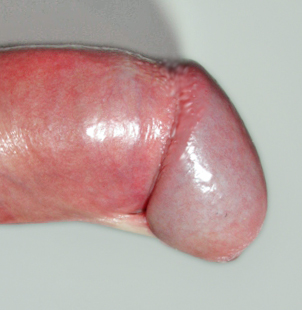
Frenulum breve

Bei Verdacht auf eine Infektion und Entzündung aber auch bei Veränderungen wie einem zu kurzen Bändchen oder Vorhautverengung sind für die Untersuchung und Behandlung die Fachärzte für Urologie zuständig.

## Künstlich herbeigeführte Veränderungen der Vorhaut

Loyalty Chastity Belt Piercing (LCBP) – Keuschheitsgürtel

Unter einer Beschneidung (medizinisch: Zirkumzision) wird die teilweise oder vollständige operative Entfernung der Vorhaut verstanden. Neben medizinischen Gründen werden Beschneidungen in vielen Kulturen vor allem aus religiösen (Islam, Judentum) bzw. rituellen, aber auch kosmetischen und kulturellen Motiven bei der Geburt oder im frühen Kindesalter bis zum Eintritt der Pubertät durchgeführt, bei den Xhosa, biographisch etwa von Nelson Mandela, im Rahmen der Ulwaluko-Initiationsriten an 14 bis 16 Jahre alten männlichen Jugendlichen. Das Judentum bezeichnet die am 8. Tag nach der Geburt durchgeführte Beschneidung als Brit Mila.
Biotechnologie-Unternehmen verarbeiten die bei Zirkumzisionen entfernten Vorhäute zu Hautersatzprodukten, die bei Hauttransplantationen nach Verbrennungen eingesetzt werden. Zudem sind sie in verarbeiteter Form Bestandteil diverser kosmetischer Antifaltencremes.
Ein Vorhautpiercing (auch Oetang) ist ein männliches Intimpiercing durch die Vorhaut des Penis.

## Kulturelle Bedeutung
Auch kulturell hat die Vorhaut eine Bedeutung u. a. etwa in Form der Heiligen Vorhaut als christliche Reliquie.